# Mike James (cestista 1975)
Michael Lamont James, detto Mike (Copiague, 23 giugno 1975), è un ex cestista statunitense, professionista nella NBA, in Europa e in Cina.

## Statistiche

### College
| Anno      | Squadra        | PG  | PT | MP   | TC%  | 3P%  | TL%  | RP  | AP  | PRP | SP  | PP   |
| --------- | -------------- | --- | -- | ---- | ---- | ---- | ---- | --- | --- | --- | --- | ---- |
| 1994-1995 | Duquesne Dukes | 27  | 3  | 14,1 | 44,7 | 7,7  | 68,6 | 1,3 | 1,0 | 0,8 | 0,0 | 5,0  |
| 1995-1996 | Duquesne Dukes | 27  | 24 | 31,2 | 47,5 | 15,8 | 73,1 | 3,5 | 3,9 | 2,2 | 0,1 | 14,2 |
| 1996-1997 | Duquesne Dukes | 27  | 27 | 31,9 | 43,4 | 35,8 | 71,4 | 3,4 | 4,1 | 2,0 | 0,0 | 13,6 |
| 1997-1998 | Duquesne Dukes | 30  | 30 | 34,3 | 42,9 | 35,3 | 74,3 | 3,5 | 3,5 | 2,2 | 0,2 | 17,5 |
| Carriera  | Carriera       | 111 | 84 | 28,1 | 44,4 | 32,9 | 72,6 | 3,0 | 3,1 | 1,8 | 0,1 | 12,7 |

### NBA

#### Regular Season
| Anno       | Squadra            | PG  | PT  | MP   | TC%  | 3P%  | TL%  | RP  | AP  | PRP | SP  | PP   |
| ---------- | ------------------ | --- | --- | ---- | ---- | ---- | ---- | --- | --- | --- | --- | ---- |
| 2001-2002  | Miami Heat         | 15  | 0   | 7,9  | 34,9 | 38,1 | 57,1 | 0,9 | 1,3 | 0,4 | 0,1 | 2,8  |
| 2002-2003  | Miami Heat         | 78  | 8   | 22,1 | 37,3 | 29,4 | 73,2 | 1,9 | 3,2 | 0,8 | 0,1 | 7,8  |
| 2003-2004† | Boston Celtics     | 55  | 55  | 30,6 | 41,8 | 38,1 | 80,0 | 3,2 | 4,4 | 1,3 | 0,0 | 10,7 |
| 2003-2004† | Detroit Pistons    | 26  | 0   | 19,7 | 40,1 | 36,4 | 84,4 | 2,2 | 3,7 | 1,0 | 0,0 | 6,3  |
| 2004-2005  | Milwaukee Bucks    | 47  | 0   | 24,8 | 44,6 | 38,2 | 74,4 | 2,6 | 3,9 | 0,9 | 0,1 | 11,4 |
| 2004-2005  | Houston Rockets    | 27  | 5   | 25,6 | 43,3 | 39,3 | 76,4 | 3,2 | 2,9 | 0,9 | 0,1 | 12,4 |
| 2005-2006  | Toronto Raptors    | 79  | 79  | 37,0 | 46,9 | 44,2 | 83,7 | 3,3 | 5,8 | 0,9 | 0,0 | 20,3 |
| 2006-2007  | Minnesota T'wolves | 82  | 65  | 25,2 | 42,2 | 37,2 | 83,7 | 2,0 | 3,6 | 0,7 | 0,1 | 10,1 |
| 2007-2008  | Houston Rockets    | 33  | 1   | 16,3 | 35,0 | 32,4 | 78,6 | 1,6 | 1,6 | 0,5 | 0,1 | 6,5  |
| 2007-2008  | N.O. Hornets       | 21  | 0   | 8,7  | 34,4 | 30,4 | 100  | 0,8 | 0,3 | 0,2 | 0,0 | 2,7  |
| 2008-2009  | N.O. Hornets       | 8   | 0   | 9,3  | 32,0 | 75,0 | 50,0 | 0,9 | 1,0 | 0,3 | 0,0 | 2,5  |
| 2008-2009  | Wash. Wizards      | 53  | 50  | 29,7 | 38,7 | 36,7 | 83,8 | 2,4 | 3,6 | 0,8 | 0,1 | 9,6  |
| 2009-2010  | Wash. Wizards      | 4   | 0   | 11,5 | 30,0 | 33,3 | 50,0 | 0,8 | 1,3 | 0,8 | 0,0 | 4,5  |
| 2011-2012  | Chicago Bulls      | 11  | 0   | 10,9 | 40,8 | 60,0 | 87,5 | 0,9 | 2,6 | 0,4 | 0,2 | 4,8  |
| 2012-2013  | Dallas Mavericks   | 45  | 23  | 19,2 | 37,3 | 38,4 | 79,3 | 1,6 | 3,1 | 0,6 | 0,1 | 6,1  |
| 2013-2014  | Chicago Bulls      | 11  | 0   | 7,0  | 23,8 | 20,0 | 0,0  | 0,6 | 1,5 | 0,2 | 0,0 | 1,0  |
| Carriera   | Carriera           | 595 | 286 | 24,1 | 41,7 | 37,9 | 80,2 | 2,2 | 3,5 | 0,8 | 0,1 | 9,9  |

#### Playoffs
| Anno     | Squadra         | PG | PT | MP   | TC%  | 3P%  | TL%  | RP  | AP  | PRP | SP  | PP   |
| -------- | --------------- | -- | -- | ---- | ---- | ---- | ---- | --- | --- | --- | --- | ---- |
| 2004†    | Detroit Pistons | 22 | 0  | 8,9  | 39,6 | 42,9 | 56,3 | 1,2 | 1,1 | 0,2 | 0,0 | 2,6  |
| 2005     | Houston Rockets | 7  | 0  | 24,4 | 46,8 | 0,0  | 95,8 | 1,9 | 2,3 | 0,9 | 0,3 | 11,6 |
| 2008     | N.O. Hornets    | 4  | 0  | 7,0  | 33,3 | 40,0 | 100  | 0,3 | 0,3 | 0,5 | 0,0 | 3,0  |
| Carriera | Carriera        | 33 | 0  | 11,9 | 42,5 | 28,6 | 81,0 | 1,2 | 1,2 | 0,4 | 0,1 | 4,5  |

## Palmarès
- Campionato NBA: 1

Detroit Pistons: 2004